# Ruthie Bolton
Alice Ruth Bolton (Lucedale, 25 mei 1967) is een voormalig Amerikaans basketbalspeelster. Zij won met het Amerikaans basketbalteam twee keer de gouden medaille tijdens de Olympische Zomerspelen. Ook won ze met het nationale team het wereldkampioenschap basketbal 1998 in Berlijn.
Bolton speelde voor het team van de Auburn University, voordat zij meerdere seizoenen in Europa speelde. In 1997 maakte zij haar WNBA-debuut bij de Sacramento Monarchs. In totaal speelde zij 8 seizoenen in de WNBA.
Tijdens de Olympische Zomerspelen 1996 in Atlanta won ze voor het eerst olympisch goud door Brazilië te verslaan in de finale. In totaal speelde ze 16 wedstrijden over twee Olympische Spelen (1996 en 2000) en wist alle wedstrijden te winnen. 
Na haar carrière als speler werd zij basketbalcoach. 